# トーマス・チャタートン
トーマス・チャタートン（Thomas Chatterton, 1752年11月20日 - 1770年8月24日）は中世詩を贋作した事で知られるイギリスの詩人。生活に窮し、17歳で砒素自殺した事と相まって、ロマン主義における認められなかった才能の象徴と広く見なされている。

## 少年時代
チャタートンはブリストル生まれ。チャタートン家はセントメアリー・レッドクリフ教会（英国の教会区教会）の寺男の地位を2世紀近くにわたって世襲してきた家柄だった。しかし詩人の父親はその職を継がずにレッドクリフ教会の近くにあるパイル・ストリート・フリースクールの教師で生計を立てる傍ら、ブリストル大聖堂の聖歌隊副隊長を務めていた。父親の趣味は多彩で、音楽のみならず詩を書いたり、貨幣学やオカルトに関する研究にも手を染めていたという。
しかし、その父親は詩人誕生の3ヶ月前に没しており、母親は裁縫および装飾の内職によって詩人の姉および詩人の2人の子供を育てた。8歳になったチャタートンはエドワード・コルストンが創立したブリストル・ブルー・コート校に入学したが、同校のカリキュラムは、読書、記述、算術およびキリスト教の教義問答に限定されており、彼の詩才にはほとんど寄与しなかった。チャタートンは寺男を世襲する家系（寺男は彼のおじが継いでいた）に生まれ、かつレッドクリフ教会が近所にあったという事情から、教会を遊び場として育ち、自然と教会の牧師や市民高位高官と知り合いになっていく。また、彼は、教会にある記念碑に書かれた中世英語によって文章を綴る方法を習得した。
詩人の姉の回想によれば、姉が本を詩人に読み聞かせようとすると、詩人はそれを激しく拒むなど詩人ははじめ読書が好きではなかったと言う。チャタートンの幼少期は情緒不安定気味で、他の子供との遊びにも無関心、かつ学校の勉強も冴えないと周囲には見なされた。詩人の姉からどのような絵が好きか尋ねられると、詩人は家にあったつぼに描かれた絵を指差し次のように答えた。「翼とトランペットを持つ天使の絵、トランペットで自分の名前を世界に轟かせたい。」
詩人は、やがて父の遺品の中にあった音楽について書かれた二折判の本に魅せられるようになり、それがきっかけで読書に熱中、黒体文字で印刷されたバイブルの読解もできるようになった。その後、彼は、教会本堂の北側玄関最上部にある書類保管庫に置かれていた奇妙なオークの箱への関心を抱く。箱を開けてみると、そこには羊皮紙に書かれた薔薇戦争期の古文書の束が忘れられて横たわっていた。これは後に彼の詩作に大きな影響を与える。やがて堅信を受けたチャタートンは宗教詩や風刺詩の創作に乗り出す。1763年、3世紀以上の間レッドクリフ教会の境内を飾っていた十字架が教区委員の独断によって破壊された一件を風刺した詩をブリストルの地方紙に投稿。この詩は、翌1764年1月7日に掲載されている。

## 「中世」の作品
チャタートンは、6年以上コールストン校に在籍していたが、彼の才能を見抜き、激励したのはフィリップスという教師だけだった。チャタートンの僅かな小遣い銭は貸し本屋から本を借りることに費やされた。また、彼は、ジェフリー・チョーサー、スペンサーをはじめにウィーバー、ダグデールおよびコリンズなどの書籍を借りるために蔵書家の家に出入りする。
この時期から彼は、トーマス・ローリーという偽名での作品を既に構想していた。チャタートンの空想によれば、ローリーはエドワード4世治世期のブリストル市長ウィリアム・ケアニング（レッドクリフ教会に葬られている）の庇護のもと活動する詩人である。チャタートンはローリーの偽名で中世英語の詩を自作し、エドワード4世時代のブリストルに思いを馳せ、理想化した数々の作品を生み出す。チャタートンはこれらの作品を中世の古文書から発見したものだと触れ込んだ。
1769年、チャタートンは、ホレス・ウォルポールのもとへ「ローリー詩篇」を送った。当初ウォルポールの反応は好意的だったが、手紙でのやりとりを重ねる内に両者は決裂する。この時期のチャタートンは関心を政治にも向け、ロンドンで定期刊行される雑誌やブリストルの地方紙への投稿を繰り返す。投稿の中でチャタートンは「ジューニアス書簡」の内容を支持し、グラフトン公・ビュート伯やオーガスタ・オブ・サクス＝ゴータらを批判している。
チャタートンはコールストン校卒業後、見習いとして法律事務所に勤務していた。しかし詩作や投稿に心を奪われていたチャタートンは仕事に身が入らず、その結果主人との折り合いも悪くなり、やがては事務所を辞めてロンドンに上京する事を考え始める。1770年4月17日の復活祭前夜、チャタートンは主人やブリストルの名士への風刺や皮肉が入り混じった奇妙な「遺言状」を書き、その中で彼は、次の夜自殺する意図をほのめかした。この遺言状は主人に自分を解雇するよう仕向けるために故意に書かれたものと言われている。チャタートンの目論見は的中、主人はチャタートンを解雇した。チャタートンは友人や知人から資金をかき集め、ロンドンに上京した。
チャタートンは、ロンドンに上京する前からミドルセックス・ジャーナルなどの中央紙への有力投稿者としてある程度名が売れていた。さらに、彼はジョン・ウィルクスを支持する別の政治的な雑誌にも投稿をはじめた。彼の投稿は雑誌に掲載されはしたが、チャタートンに支払れた報酬はごく僅少なものか、あるいはまったく支払れない事も珍しくなかった。しかし彼は、母と姉に自分の将来が有望である旨の手紙を書き、さらには母姉へのプレゼントまで贈る事で、わずかな所得を費やした。チャタートンの誇りと野心は、雑誌編集者および政治運動家から向けられるお世辞に満足した。この時期チャタートンはロンドン市長ウィリアム・ベックフォードとも会見し、チャタートンの政治的な助言を聞いたという。
彼は政治風刺詩や散文、牧歌、歌詞、オペラ台本を書き続けたが生活的困窮は相変わらずで、チャタートンの母の伯母（ロンドン上京後、チャタートンはこの人の家に身を寄せていた）との関係も悪化した。ロンドン到着9週間後の1770年6月に、彼は母の伯母の家を出て、ホルボーンのブルック通りにある屋根裏部屋に転居した。同じ時期にチャタートンの後ろ盾となっていたロンドン市長ベックフォードが没し、当局の言論統制とも相まって、ただでさえ窮乏していたチャタートンにもしわ寄せが押し寄せることになる。
この時期チャタートンはローリー名により、「慈善のバラード」を書いた、この詩は現在イギリス詩の中でも有数の傑作と評される作品だが、彼はこれを雑誌編集者に送り、掲載を拒絶された。
行き詰ったチャタートンは、船医としての働き口を見つけた。ブリストル時代に親交のあった医師に見習証明（チャタートンには医師修行の経験などないが）を書いてくれるよう頼んだが、これを拒絶される。
1770年8月24日に、彼は、ブルック通りの屋根裏部屋で砒素を仰いで自殺した。わずか17歳9か月の生涯だった。しかし、散文と詩の中での彼は、非常に成熟していると見なされている。